# Talmessite
La talmessite è un minerale appartenente al gruppo della fairfieldite.